# Basel-Landschaft kanton
Basel-Landschaft (franciául Bâle-Campagne, olaszul Basilea Campagna, romansul Basilea-Champagna; rövid nevén Baselland vagy Baselbiet) Svájc egyik kantonja az ország északi határán. Székhelye Liestal. Lakóinak száma 2013-ban 281 112 fő volt.

## Története

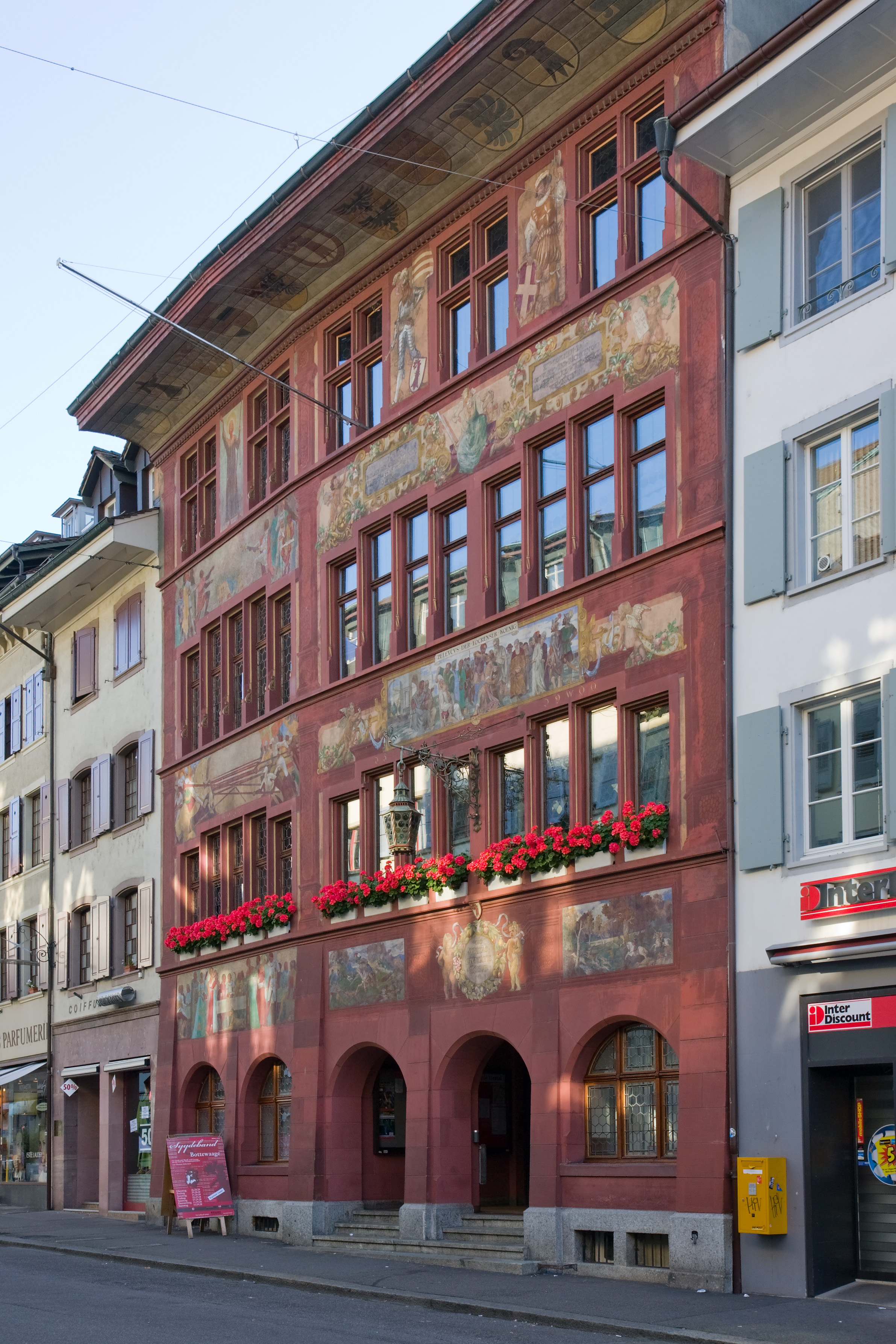
Régi városháza, Liestal

Basel-Landschaft Basel-Stadt kantonnal együtt alkotta a történelmi Bázel kantont, amely az 1833-as felkelést követően vált szét két félkantonra.
A római időkben a vidék sűrűn lakott volt, a mai Augst falu helyén a 20 ezres lakosú Augusta Raurica város állt. Romjait ma szabadtéri múzeumként lehet megtekinteni, évente 140 ezer látogatója van. Augusta Rauricában található a legjobb állapotban fennmaradt római amfiteátrum az Alpoktól északra, valamint egy rekonstruált római villa is.
A mai kanton területe azokat a birtokokat foglalja magába, melyeket Bázel város szerzett az idők folyamán és egészen a 16. század végéig a város közvetlen fennhatósága alatt álltak. Miután Napóleon 1798-ban meglátogatta a várost, a vidéki lakosok a városi polgárokkal azonos jogállást kaptak. A vidék és a város ezer szállal kapcsolódott egymáshoz mind gazdaságilag, mind kulturálisan és ezek megmaradtak azután is, hogy a kanton politikailag kettévált.
Az 1830-as francia júliusi forradalom nyomán Svájcban is politikai forrongás kezdődött. Bázelben a vidéki polgárok tiltakoztak amiatt, hogy a kantongyűlést a városiak dominálják. A városiak nem reagáltak a petíciókra, ezért Liestalban külön kormányzatot hoztak létre a vidékiek számára. Bázel katonai erővel megszállta Liestalt, az elégedetlenkedésnek azonban nem sikerült véget vetni. 1833-ban újabb akciót indítottak Liestal ellen, azonban a vidékiek rajtaütöttek a vonuló bázelieken és súlyos veszteségeket okoztak. 1833. augusztus 17-én a konföderációs gyűlés elé terjesztették a kanton kettéválasztásának kérelmét, melyet 9 nappal később elfogadtak. Azóta több alkalommal felmerült a két félkanton újraegyesítésének terve, különösen miután Basel-Landschaft 1900 után gyors ütemben iparosodni kezdett és a lakosok életmódja nem különbözött már annyira, mint régebben. Az 1969-ben megrendezett népszavazáson Basel-Landschaft polgárai mégis a függetlenség mellett voksoltak. A két félkanton számos kérdésben együttműködik, például Basel-Landschaft hozzájárul a Bázeli Egyetem üzemeltetési költségeihez. 

## Földrajza
Basel-Landschaft Svájc északnyugati részén fekszik, területe 514,56 km². Északon Basel-Stadt kantonnal, Franciaország Elzász régiójával és Németország Baden-Württemberg tartományával, keleten Aargau, délen Solothurn, délnyugaton pedig Jura kantonokkal határos. A kanton területén találhatóak a Jura-hegység nyugati vonulatai. Legmagasabb pontja az 1169 méteres Hinteri Egg. Legfontosabb folyói az Ergolz és a Birs. 

## Közigazgatás

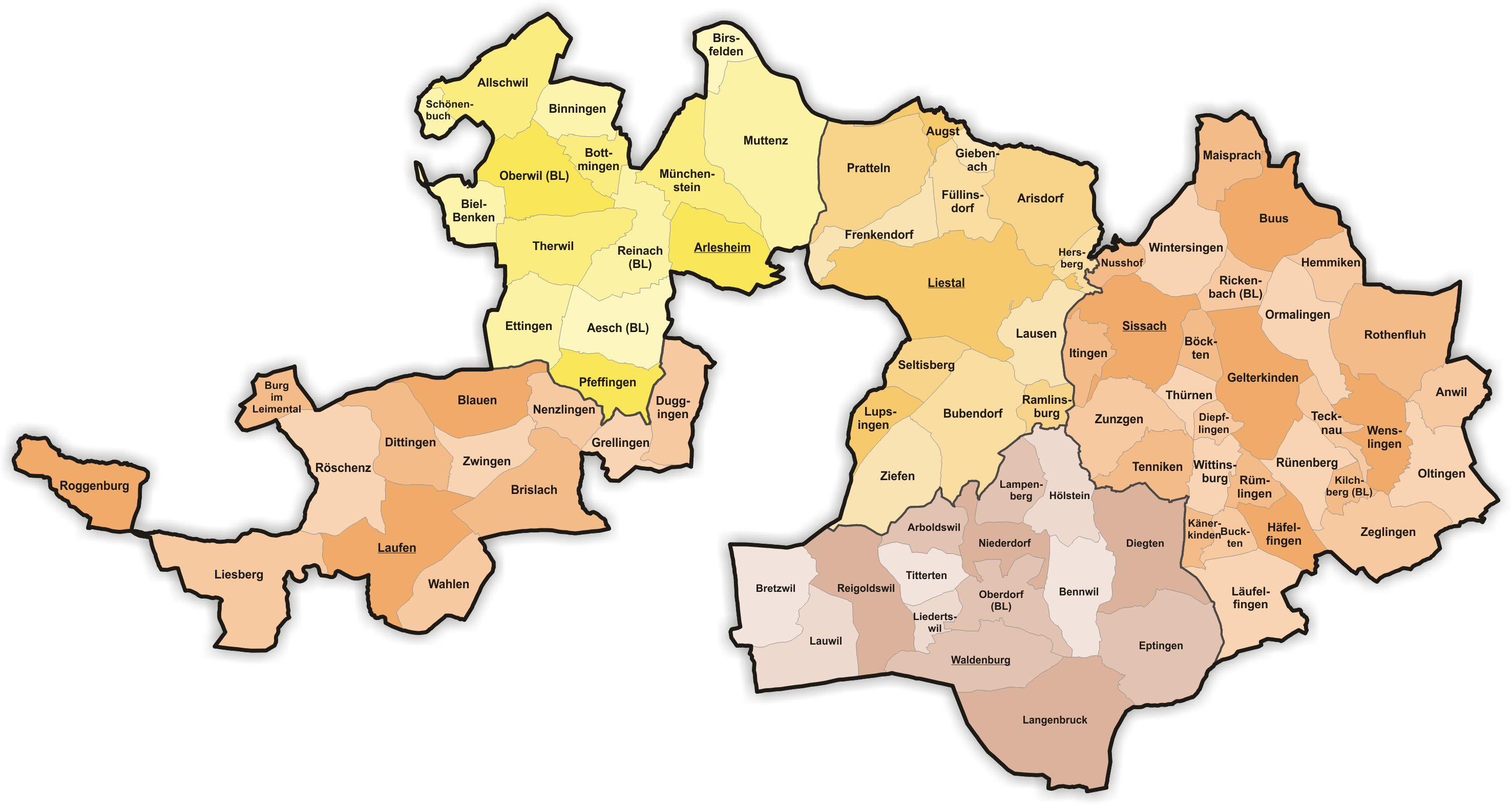
Basel-Landschaft kerületei és önkormányzatai

Basel-Landschaftot és 86 önkormányzatát 5 kerületbe szervezik:
- Arlesheim (lakosság: 152 507), székhelye Arlesheim
- Laufen (lakosság: 19 426), székhelye Laufen
- Liestal (lakosság: 58 656), székhelye Liestal
- Sissach (lakosság: 34 696), székhelye Sissach
- Waldenburg (lakosság: 15 827), székhelye: Waldenburg

Arlesheimet 1793-ban a francia megszállás után Franciaországhoz csatolták, majd 1815-ben a bécsi kongresszus visszaadta Bázelnek. Laufen hasonlóan járt, de a restauráció után Bern kantonhoz csatlakozott. Mikor 1979-ben létrehozták Jura kantont, Laufenből exklávé lett és egy évvel később népszavazáson inkább Basel-Landschafthoz csatlakoztak, amellyel közvetlenül határosak voltak.

## Lakossága
Basel-Landschaftnak 2013-ban 281 112 lakosa volt, melynek 18,1%-a külföldi illetőségű. A lakók többsége német anyanyelvű. A legnépesebb egyház az evangélikus, 2000-ben a lakosság 43%-a ide tartozott, míg katolikusnak 32% vallotta magát. 1959 és 1970 között ebben a kantonban nőtt legnagyobb mértékben a lakosság; gyakorlatilag megduplázódott, 108 ezerről 205 ezerre. 

## Gazdaság
A kanton mezőgazdaságát a gyümölcstermesztés, szarvasmarhatenyésztés és tejfeldolgozás jellemzi. Erős a textil-, fémfeldolgozó- és vegyipar. Basel-Landschaft a Bázeli gazdasági régió része, amely az 1960-as évek óta a két félkantonon kívül is a környező német és francia területeket is magába foglalja.
A régióban a 17. századtól a 20- század elejéig fejlett volt a selyemkészítés. Az első gyárakat 1850-ben létesítették, elsősorban az akkor felfedezett földalatti sólelőhelyek vegyipari hasznosítására.

## Fordítás
- Ez a szócikk részben vagy egészben  a   Basel-Landschaft című angol Wikipédia-szócikk ezen változatának fordításán alapul.  Az eredeti cikk szerkesztőit annak laptörténete sorolja fel. Ez a jelzés csupán a megfogalmazás eredetét és a szerzői jogokat jelzi, nem szolgál a cikkben szereplő információk forrásmegjelöléseként.